# استان‌های کنیا

استان‌های کنیا

استان از تقسیمات کشوری سابق کنیا بوده که در سال ۲۰۱۳ منحل و ۴۷ شهرستان جایگزین آن شد.
این استان‌ها عبارتند از:
| # (map) | استان           | مرکز    | مساحت km2 | جمعیت      | تراکم جمعیت | ناحیه |
| ------- | --------------- | ------- | --------- | ---------- | ----------- | ----- |
| ۱       | استان مرکزی     | نیری    | ۱۳٬۱۹۱    | ۴٬۱۴۵٬۰۰۰  | ۳۱۰         | ۱۲    |
| ۲       | استان ساحلی     | مومباسا | ۸۳٬۶۰۳    | ۲٬۴۸۷٬۲۶۴  | ۲۹٫۸        | ۱۳    |
| ۳       | استان شرقی      | امبو    | ۱۵۹٬۸۹۱   | ۴٬۶۳۱٬۷۷۹  | ۲۹          | ۲۶    |
| ۴       | استان نایروبی   | نایروبی | ۶۹۶       | ۳٬۱۳۸٬۲۹۵  | ۴٬۵۰۹       |       |
| ۵       | استان شمال شرقی | گاریسا  | ۱۲۶٬۹۰۲   | ۹۶۲٬۱۴۳    | ۷٫۶         | ۱۰    |
| ۶       | استان نیانزا    | کیسومو  | ۱۲٬۶۱۳    | ۵٬۴۴۲٬۴۱۱  | ۴۳۰         | ۱۹    |
| ۷       | استان دره ریفت  | ناکورو  | ۱۸۲٬۴۱۳   | ۱۰٬۰۰۶٬۸۰۵ | ۵۵          | ۳۶    |
| ۸       | استان غربی      | کاکامگا | ۸٬۳۶۱     | ۴٬۳۳۴٬۲۸۲  |             |       |